# Dabaga
Dabaga ist eine Landgemeinde im Departement Tchirozérine in Niger.

## Geographie
Dabaga liegt im Süden des Hochgebirges Aïr in der nördlichen Sahelzone. Die Nachbargemeinden sind Dannet im Norden, Tabelot im Osten, Tchirozérine im Süden und Westen sowie Ingall im Nordwesten.
Bei den Siedlungen im Gemeindegebiet handelt es sich um 26 Dörfer, 65 Weiler, 18 Lager und 5 Wasserstellen. Der Hauptort der Landgemeinde ist das Dorf Dabaga.
Die Forêt classée de Dabaga ist ein 1050 Hektar großes unter Naturschutz stehendes Waldgebiet im Gemeindegebiet von Dabaga. Die Unterschutzstellung erfolgte 1959.´Im Hauptort wurden die Vogelarten Sandlerche (Ammomanes cinctura), Graubrustspecht (Dendropicos goertae), Rotbauch-Glanzstar (Lamprotornis pulcher) und Wellenflughuhn (Pterocles lichtensteinii) sowie die Schlangenarten Puffotter (Bitis arietans) und Wüsten-Hornviper (Cerastes cerastes) beobachtet.

## Geschichte

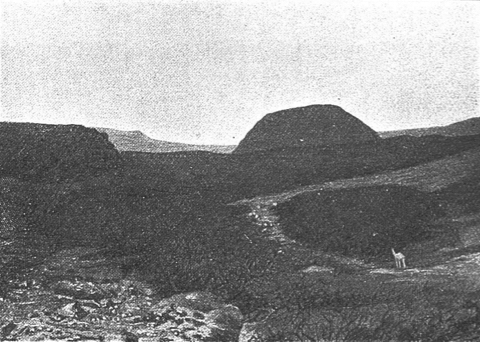
Berglandschaft beim Dorf Aoudéras, Fotografie der Mission Foureau-Lamy (1899)

Eine der ältesten größeren Siedlungen im Gemeindegebiet und im gesamten Aïr ist das Dorf Aoudéras. Die 293 Kilometer lange Piste zwischen den Orten Agadez und Iférouane, die durch Dabaga führte, galt in den 1920er Jahren als einer der Hauptverkehrswege in der damaligen französischen Kolonie Niger. Die Landgemeinde Dabaga entstand als Verwaltungseinheit 2002 in einem zuvor gemeindefreien Gebiet.
Die Organisation Ärzte ohne Grenzen begann 2007 ein Projekt zur gesundheitlichen und logistischen Unterstützung in Dabaga, das sie nach wenigen Wochen nach einem bewaffneten Überfall abbrechen musste. Im Jahr 2009 verursachten Überschwemmungen materielle Schäden, von denen rund 10.000 Einwohner unmittelbar betroffen waren. Bei der Flutkatastrophe in West- und Zentralafrika 2010 wurden 1692 Einwohner von Dabaga als Katastrophenopfer eingestuft.

## Bevölkerung

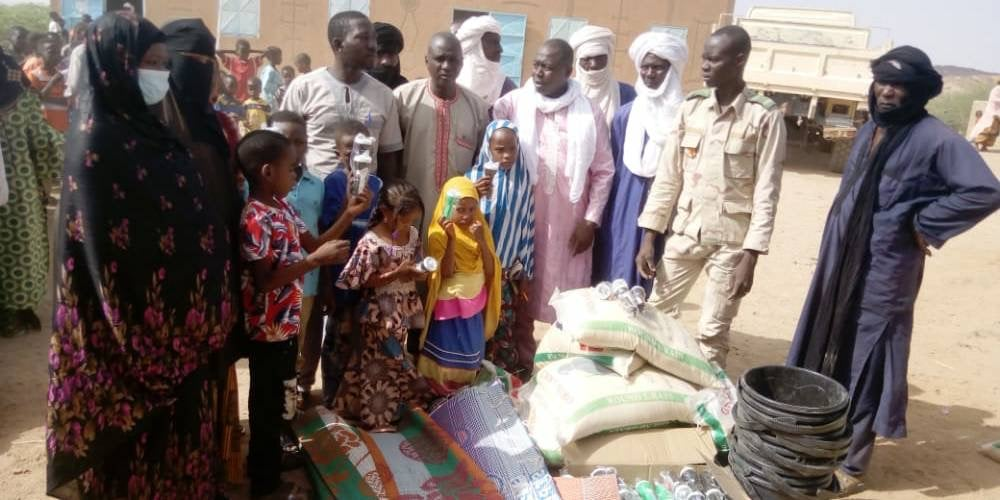
Hilfslieferung der Streitkräfte Nigers und der Vereinigten Staaten für das Dorf Beital in Dabaga (2021)

Bei der Volkszählung 2012 hatte die Landgemeinde 23.969 Einwohner, die in 4.753 Haushalten lebten. Bei der Volkszählung 2001 betrug die Einwohnerzahl 18.286 in 3.380 Haushalten.
Im Hauptort lebten bei der Volkszählung 2012 251 Einwohner in 54 Haushalten und bei der Volkszählung 2001 168 in 31 Haushalten.
In ethnischer Hinsicht ist die Gemeinde ein Siedlungsgebiet von Tuareg. In der Umgebung des Dorfs Aoudéras leben Angehörige der Tuareg-Gruppe Imakitan. Während die Tuareg-Sprache Tamascheq allgemein verbreitet ist, befindet sich in der Gemeinde auch eine Sprachinsel des Algerischen Sahara-Arabisch, einer aus Algerien stammenden Varietät der arabischen Sprache.

## Politik
Der Gemeinderat (conseil municipal) hat 11 Mitglieder. Mit den Kommunalwahlen 2020 sind die Sitze im Gemeinderat wie folgt verteilt: 7 PNDS-Tarayya und 4 MNSD-Nassara.
Jeweils ein traditioneller Ortsvorsteher (chef traditionnel) steht an der Spitze von 20 Dörfern in der Gemeinde.

## Wirtschaft und Infrastruktur
Im Hauptort Dabaga befindet sich ein insbesondere für den Handel mit Algerien bedeutender Viehmarkt. Das staatliche Versorgungszentrum für landwirtschaftliche Betriebsmittel und Materialien (CAIMA) unterhält Verkaufsstellen im Hauptort sowie in den Siedlungen Aoudéras, Beital, Boughoul, Elméki, Intatat und N’Doudou. Im Dorf Elméki wurde in den 1950er Jahren mit dem Abbau von Zinn begonnen.
Gesundheitszentren des Typs Centre de Santé Intégré (CSI) sind im Hauptort sowie in den Siedlungen Aoudéras, Assada und Elméki vorhanden. Der CEG Dabaga ist eine allgemein bildende Schule der Sekundarstufe des Typs Collège d’Enseignement Général (CEG). Beim Centre de Formation aux Métiers de Dabaga (CFM Dabaga) handelt es sich um ein Berufsausbildungszentrum. Im Hauptort wird eine Niederschlagsmessstation betrieben.
Durch die Gemeinde, unter anderem durch den Hauptort, verläuft die 295 Kilometer lange Landstraße RR1-002 zwischen der Regionalhauptstadt Agadez und dem Departementshauptort Iférouane. Das Dorf Elméki ist über die 91 Kilometer lange Route 121 mit dem Gemeindehauptort Timia verbunden.

## Partnergemeinde
- Langueux in Frankreich[25]